# 贝普埃
贝普埃（法語：Betpouey）是法国上比利牛斯省的一个市镇，位于该省西南部，属于阿尔热莱斯加佐斯特区。该市镇总面积16.2平方公里，2009年时的人口为109人。

## 人口
贝普埃人口变化图示